# Radiohuset (radioprogram)
Radiohuset var ett radioprogram som sändes i Sveriges Radio P3 fredagar mellan 13 januari 1995 och 5 januari 1996. Programledare var Kattis Ahlström, Sara Kadefors och Ingvar Storm, producent och projektledare var Peter Flodin.
Programmet utmärkte sig genom sin långa sändningstid, 12:07–19:00.  
Innehållet bestod av aktuell popmusik, underhållning och nöjesjournalistik samt fasta inslag i form av Spanarna, barnradion samt Kaktus med nyhetssticket, ett program för äldre barn.